# Случайност
Случайността е липсата на модел или предвидимост на събитията. Случайна последователност от събития, символи или стъпки няма определен ред и не следва разпознаваем модел или комбинация. Индивидуалните (отделните) случайни събития по определение са непредвидими, но в много случаи честотата на различните изходи за голям брой събития е предвидима. Например, при хвърлянето на два зара изходът на кое да е определено хвърляне е непредвидим, но сбор равен на 7 ще се случи двойно по-често, отколкото сбор равен на 4. От тази гледна точка, случайността е мерило за несигурността на даден резултат и се прилага към идеите за шанс (късмет), вероятност и ентропия на информацията.
Областите на математиката теория на вероятностите и статистика използват формални определения за случайността. В статистиката, случайна величина е придаването на числена стойност към всеки възможен изход от дадено пространство на събитията. Тази връзка улеснява идентифицирането и изчисляването на вероятностите на събитията. Случайните величини могат да се появяват и в произволните редици. Случайният процес е редица от случайни величини, чиито изходи не следват определен детерминистичен модел, но следват еволюция, описвана от разпределение на вероятностите. Тези и други построения са изключително полезни в теорията на вероятностите и различни приложения на случайността.
Случайността се използва най-често в статистиката за означаване на добре определени статистически свойства. Методите „Монте Карло“, които разчитат на случаен вход (например от генератор на случайни числа или генератор на псевдослучайни числа), са важни техники в науката, например в компютърната наука.
Случайният отбор, когато се отнася конкретно за проста случайна извадка, е метод за избиране на предмети от популация, където вероятността да се избере определен предмет е пропорцията на тези предмети в популацията. Например, при купа, съдържаща 10 червени топчета и 90 сини топчета, механизмът за случаен отбор би избрал червено топче с вероятност 1/10. Трябва да се отбележи, че един такъв механизъм, който избира 10 топчета от купата, не е задължително да изтегли 1 червено и 9 сини топчета. В случай, че популацията е съставена от предмети, които са неразличими, механизмът на случайния отбор предполага равна вероятност за всеки предмет да бъде избран.

## История
В древната история, идеите за шанс и случайност са преплетени с идеята на съдбата. Много от древните хора хвърлят зарове за определяне на съдбата, което начинание по-късно еволюира в игри на случайността. Повечето древни култури използват различни методи за предсказване, за да се опитат да заобиколят случайността и съдбата.
Китайците отпреди 3000 г. вероятно са първите хора, формализирали шанса. Гръцките философи дискутират случайността широко, но само в неколичествени форми. Едва през 16 век италианските математици започват да формализират шансовете, свързани с различни игри на случайността. Развиването на висшата математика има положително въздействие върху формалното изучаване на случайността. Изданието от 1888 г. на книгата The Logic of Chance на Джон Вен включва виждането му за случайността на цифрите на числото пи и ги използва за построяване на случайно обхождане в две измерения.
Първата част на XX век се радва на бърз растеж на формалния анализ на случайността, когато различни подходи към математическите основи на теорията на вероятността са въведени. Към средата на века идеите на теорията на алгоритмичната информация въвеждат нови измерения в областта чрез концепцията за алгоритмична случайност.
Въпреки че случайността често се разглежда като препятствие и неудобство в продължение на векове, през XX век компютърните учени започват да осъзнават, че целенасоченото въвеждане на случайност в изчисленията може да е ефективен инструмент за проектиране на по-добри алгоритми. В някои случаи така наречените вероятностни алгоритми се справят по-добре от най-добрите детерминистични методи.

## В науката
Много научни области се занимават със случайността:
- Алгоритмична вероятност
- Квантова механика
- Криптография
- Статистика
- Статистическа механика
- Теория на вероятностите
- Теория на игрите
- Теория на информацията
- Теория на разпознаването на образци
- Теория на хаоса

### Във физичните науки
През 19 век учените използват идеята на случайното движение на молекулите при разработването на статистическата механика, за да обяснят феномените в термодинамиката и свойствата на газовете.
Според няколко стандартни интерпретации на квантовата механика, микроскопичните феномени са обективно случайни. Тоест, в експеримент, който контролира всички причинно значими параметри, някои страни на резултата все още ще варират случайно. Например, ако един нестабилен атом се постави в контролирана среда, за него не може да се предскаже колко дълго време ще му е нужно, за да се разпадне, а може да се предскаже само вероятността за разпад за определено време. Следователно, квантовата механика не уточнява изхода от индивидуални експерименти, а само вероятностите. Теорията на скритите параметри отхвърля виждането, че природата съдържа несъкратима случайност – такива теории постулират, че в процесите, които изглеждат случайни, свойствата с определено статистическо разпределение работят задкулисно, като по този начин определят резултата във всеки случай.

### В биологията
Синтетичната теория за еволюцията приписва наблюдаваното разнообразие от живот на случайни генетични мутации, последвани от естествен отбор, който задържа (в смисъл, че те продължават да се срещат) някои случайни мутации в генофонда, поради систематично подобрявания шанс за оцеляване и възпроизвеждане, който тези мутирали гени придават на индивидите, които ги притежават. Някои автори твърдят, че еволюцията и понякога - развитието - се нуждаят от определен вид случайност, а именно въвеждането на качествено нови поведения. Вместо избора на една възможност сред няколко предварително дадени, тази случайност съответства с образуването на нови възможности.
Характеристиките на организма възникват в известна степен детерминистично (например под влиянието на гените и средата) и в известна степен случайно. Например, плътността на луничките върху кожата на човек се контролира от гените и излагането на светлина, докато точното местоположение на индивидуални лунички изглежда е на случаен принцип.
По отношение на поведението, случайността е важна, ако животното се държи по начин, който е непредвидим за останалите. Например, летящите насекоми се движат с произволни (или поне - много трудно предвидими) смени на посоката, което затруднява гонещите ги хищници да определят по траекторията им до момента, как да продължават преследването им.

### В математика
Математическата теория на вероятностите възниква от опитите да се формулират математически описания на случайните събития, първоначално в контекста на хазарта, а по-късно във връзка с физиката. Статистиката се използва за загатване на основното разпределение на вероятностите на извадка от емпирични наблюдения. За целите на симулация, е нужно да има наличен голям запас от случайни числа или начини за генерирането им при нужда.
Теорията на алгоритмичната информация изучава това, което съставлява редицата от случайни числа. Централната идея е, че низ от битове е случаен тогава и само тогава, когато е по-кратък от коя да е компютърна програма, която може да възпроизведе този низ – това означава, че произволните низове са тези, които не могат да бъдат компресирани. Един от пионерите в тази област е Андрей Колмогоров. При понятието за безкрайна редица обикновено се използва определението на Пер Мартин-Льоф – една безкрайна редица е случайна тогава и само тогава, когато издържа всички рекурсивно изброими нулеви множества. Другите понятия за случайни редици включват: рекурсивна случайност и случайност на Шнор, които се основават на рекурсивно изчислими мартингали.
Случайността се наблюдава в числа като log (2) и пи. Десетичните цифри на пи съставляват безкрайна редица и никога не се повтарят по цикличен начин. Числата като пи също се считат за нормални, което ще рече, че техните цифри са случайни в определен статистически смисъл.

### В статистиката
В статистиката, случайността се използва често за създаване на прости случайни извадки. Това позволява провеждането на проучвания на напълно произволни групи хора, които да предоставят реалистични данни (например - екзит пол). Широко използвани методи за осъществяването на това включват извличане на имена от шапка или използването на таблица с произволни цифри.

### В информационната наука
В информационната наука, данните без значение или смисъл се считат за шум. Шумът е съставен от голям брой преходни смущения със статистически рандомизирано разпределение на времето. В комуникационната теория, случайността в сигнала също се нарича шум.
По отношение на разработването на случайни мрежи, комуникационната случайност се основава на две прости предположения на Пал Ердьош и Алфред Рений, които казват, че съществува фиксирано число възли и този брой е един и същ през целия живот на мрежата и че всички възли са равни и свързани произволно един с друг.

### Във финансите
Хипотезата на случайното обхождане счита, че цените на активите в организиран пазар еволюират на случаен принцип, тоест очакваната стойност на тяхната промяна е нула, но действителната стойност може да се окаже положителна или отрицателна. По-общо, цените на активите се повлияват от множество непредвидими събития в общата икономическа среда.

## В политиката
Случайният подбор може да бъде официален метод за разрешаване на силно оспорвани избори в някои юрисдикции. Употребата му в политиката е много стара, тъй като длъжностните лица в Древна Атина са избирани чрез жребий, а не с гласуване.

## Случайността и религията
Случайността може да се разглежда като противоречаща на детерминизма на някои религии, като например тези, в които Вселената е създадена от всемогъщо божество, знаещо всички минали и бъдещи събития. Според обосновките на религиозната опозиция срещу еволюционната теория на Чарлз Дарвин, ако за Вселената се счита, че има определена цел, то случайността би била невъзможна, постулирайки, че дарвинизмът съдържа парадокс - неслучаен подбор (този който би могло да се предположи, че идва божествено/свръхестествено) се прилага към резултатите на случайна генетична вариация (предполагаемо естественият процес).

## Генериране
По принцип е приета, че съществуват три механизма за (привидно) случайно поведение в системите:
- Случайност, идваща от средата (например Брауново движение);
- Случайност, идваща от първоначалните условия – този аспект се изучава от теорията на хаоса и се наблюдава в системи, чието поведение е много чувствително към малки промени в първоначалните условия (например зарове);
- Случайност, неразривно създадена от системата – това се нарича също псевдослучайност, като тук се използват алгоритми за създаване на псевдослучайни числа, а поведението на системата може да се определи, узнавайки алгоритъма.

Множеството приложения на случайността са довели до много различни методи за генериране на случайни данни. Тези методи могат да се различават по това колко непредвидими или статистически случайни са те и по това колко бързо могат да генерират случайни числа.Преди появата на изчислителните генератори на случайни числа, генерирането на голям брой достатъчно случайни числа (което е важно в статистиката) изисква много работа. Тогава резултатите се събират и разпространяват във вида на таблици.